# Pfeiffera boliviana
Pfeiffera boliviana är en kaktusväxtart som först beskrevs av Nathaniel Lord Britton, och fick sitt nu gällande namn av David Richard Hunt. Pfeiffera boliviana ingår i släktet Pfeiffera och familjen kaktusväxter. Inga underarter finns listade i Catalogue of Life.